# 立谷教会跡
立谷教会跡（たちやきょうかいあと）は、かつて長崎県五島市玉之浦町に存在した教会。守護聖人は聖ペトロ・聖パウロ。

## 沿革
1878年に五島最初のカトリック教会として建設され、井持浦小教区が統括する巡回型の教会堂であった。建設の中心となったのは幕末に大村藩から五島へ名目上の流刑に処された士族の鶴田沢右衛門で、さらに後から五島へ移住してきた士族の永山平蔵や田原要蔵、カトリック信徒らの手により近くの星山から切り出し信徒らで協力して運んだ木材を使って建築され、翌1879年（明治12年）にはヨゼフ・ロカイン司教によって献堂祝別されている。日本で2番目に古い木造教会であった。
老朽化と過疎化の進行のため1985年に井持浦天主堂に統合されて廃堂になった。建物はその後も残っていたが、1987年に台風12号の暴風雨で井持浦天主堂と共に倒壊した。その後跡地は放置されていたが、1998年に井持浦天主堂に保管されていたマリア像が戻されて安置されたほか、一帯を整備した上で入口にモニュメントを設置し、現在は屋根を持たない野外教会となっている。

## 所在地
- 〒853-0412 長崎県五島市玉之浦町立谷337−1
  - 立谷教会跡 - Google マップ